# 渡辺具能
渡辺 具能（わたなべ ともよし、1941年4月7日 ‐ ）は、日本の政治家。
衆議院議員（4期）、国土交通副大臣（第1次安倍内閣）などを歴任した。

## 概要
- 福岡県糟屋郡須恵町出身[要出典]。
- 1964年3月、九州大学工学部卒業。
- 北京オリンピックを支援する議員の会、日韓議員連盟、トラック輸送振興議員連盟、日朝国交正常化推進議員連盟に所属[要出典]。
- 1996年10月20日 - 小選挙区比例代表並立制の下で初めて行われた第41回衆議院議員総選挙において福岡4区から自民党公認で出馬し公明党出身の新進党前職東順治破り当選し1998年11月30日山崎派結成に参加。
- 2001年1月、内閣府大臣政務官（科学技術担当[1]）に就任。
- 2005年7月の郵政国会において郵政民営化法案本会議採決で棄権。しかし参院で法案が否決され、衆院が解散された際は党執行部を批判する[要出典]も、公示直前に賛成の意向を表明、郵政民営化支持の流れを受け自民党は大勝し、渡辺も当選、総選挙後に再提出された同法案に賛成した[要出典]。
- 2006年、安倍内閣にて国土交通副大臣（災害対策関係施策、国土関係施策、社会資本整備関係施策の総括担当[2]）に就任。
- 2009年8月30日の第45回衆議院議員総選挙に自民党から出馬。公明党の推薦も受けたが落選[3]。
- 2010年7月11日の第22回参議院議員通常選挙において自民党の比例区から出馬し落選。
- 2011年5月13日、政界引退を表明、後継指名は行わなかった。引退理由は、「ポピュリズム政治への脱力感。いつまでも後援会の皆様のご厚情に甘えることはできない。そろそろ終わりにしたい」と語った。[4]。引退は渡辺が支援していた古賀市長の竹下司津男が新興宗教摂理の元幹部であったことや[5]、経歴詐称疑惑（同年10月に公職選挙法違反で書類送検）[6]で、渡辺に対する不信感が高まっていたことも理由として報じられている[7]。
- 息子は弁護士の渡邉元尋。

## 政策
- 毎日新聞2010年参院選候補者アンケートでは「選択的夫婦別姓制度」に対し「反対」と回答した[8]。

## 献金
- 道路特定財源を資金源とする道路運送経営研究会（道路特定財源の一般財源化に反対している）から献金を受けている[9]。
- 九州新幹線の建設受注企業から1995年～2001年で約1億3700万円（51社から）を超える献金を受けている（平成15年（2003年）2月27日、衆議院予算委員会第八分科会において判明）。
- また全国の港湾工事の受注企業から1997年～2002年で約21億円を超える献金を自民党・泉信也（参院議員・運輸省出身）とともに受けていたことが判明している（しんぶん赤旗 2004年11月・市民オンブズマン福岡）

## 略歴

### 経歴
- 1941年4月7日 出生。
- 1960年3月 福岡県立福岡高等学校卒業。
- 1964年3月 九州大学工学部卒業。
- 1964年4月1日 運輸省入省。
- 1991年3月10日 運輸省第四港湾建設局長。
- 1992年8月10日 運輸省港湾技術研究所長。
- 1994年12月1日 退官。

### 政歴
- 1996年10月20日　第41回衆議院議員総選挙（福岡4区・自由民主党公認）当選。
- 2000年6月25日　第42回衆議院議員総選挙（福岡4区・自民党公認）2期目当選。
- 2003年11月9日　第43回衆議院議員総選挙（福岡4区・自民党公認）3期目当選。
- 2005年9月11日　第44回衆議院議員総選挙（福岡4区・自民党公認）4期目当選。
- 2009年8月30日　第45回衆議院議員総選挙（福岡4区・自民党公認）落選。
- 2010年7月11日　第22回参議院議員通常選挙（自民党比例代表）落選。

## 文献

### 著書
- 『液状化読本 : メカニズムと対策Q&A』山海堂、1995年6月
- 『液状化はこわくない : メカニズムと対策Q&A』山海堂、1995年7月、ISBN 4381009002
- 『本音でしゃべらないと! : これでハッキリ見える日本の問題』ウェイツ、2006年11月、ISBN 4901391755

## 所属していた団体
- 神道政治連盟国会議員懇談会
- 日本会議国会議員懇談会

## 逮捕・犯罪歴
2011年3月9日、山口県内の県道で制限速度を越えて車を運転したとして、道路交通法違反（速度超過）の現行犯で山口県警察に逮捕された。
　山口県警は、山口県下関市吉田地方の県道で、渡辺が運転する車が制限速度50キロを20～25キロ超過していた疑いで停止を求めた際、渡辺は免許証などの提示に応じず、名前や住所を明かさなかったため逮捕したと説明。その後、渡辺は取調べに応じ釈放されたとされている。
　渡辺の事務所関係者は、事実関係を認めたうえで「本人とはまだ接触ができておらず、詳しくは分かりかねる」とコメント。